# Diocle (nome)
Diocle  è un nome proprio di persona italiano maschile.

## Varianti in altre lingue
- Bielorusso: Дыёкл (Dyëkl)
- Catalano: Diocles[4]
- Francese: Dioclès
- Greco antico: Διοκλῆς (Diokles)[5]
- Greco moderno: Διοκλής (Dioklīs)
- Latino: Diocles[1][5]
- Olandese: Diocles
- Polacco: Diokles
- Portoghese: Diocles
- Russo: Диокл (Diokl)
- Spagnolo: Diocles[4]
- Tedesco: Diokles
- Ucraino: Діокл (Diokl)
- Ungherese: Dioklész

## Origine e diffusione
Nome di scarsissima diffusione, continua l'antico greco Διοκλῆς (Diokles), composto da Διος (Dios, genitivo del nome Zeus, presente anche in Diomede, Dioscoro, Diodoro e Diogene) e κλεος (kleos, "gloria", "fama", da cui anche Clio, Patroclo, Tecla, Aristocle e molti altri); il significato complessivo può essere interpretato come "gloria di Zeus o anche "gloria di Dio". In alcuni casi può costituire anche un etnonimo riferito alla città di Dioclea (quindi "di Dioclea", "proveniente da Dioclea").
Il nome è di tradizione classica, portato, oltre che da svariati personaggi storici dell'antica Grecia, anche da alcune figure della mitologia greca, come Diocle, un signore di Fere che partecipò alla guerra di Troia, citato sia nell'Iliade che nell'Odissea.

## Onomastico
L'onomastico ricorre il 24 maggio in memoria di san Diocle, martire con altri compagni in Istria.

## Persone

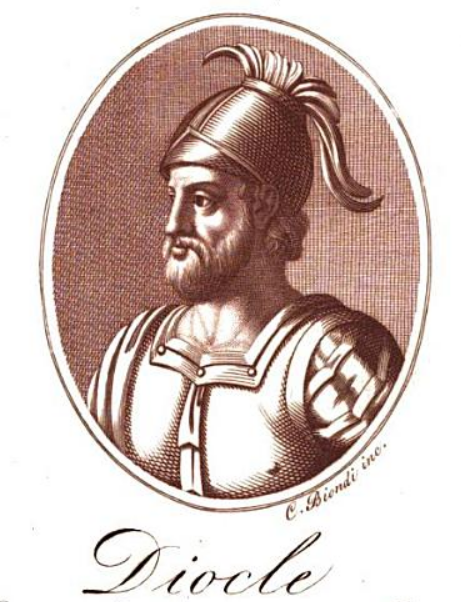
Diocle di Siracusa

- Diocle, nome alla nascita di Diocleziano, imperatore romano
- Diocle, matematico e geometra greco antico
- Diocle, medico greco antico
- Diocle di Fliunte, drammaturgo greco antico
- Diocle di Magnesia, scrittore greco antico
- Diocle di Pepareto, storico greco antico
- Diocle di Siracusa, politico e demagogo greco antico
- Diocle di Siracusa, legislatore siceliota